# Кент Гаруф
Алан Кент Гаруф (англ. Alan Kent Haruf, 24 лютого 1943 — 30 листопада 2014) — американський письменник-романіст.

## Біографія
Народився в місті Пуебло, що в штаті Колорадо. Він здобув вищу освіту з присвоєнням ступеня бакалавра у Веслейському університеті (штат Небраска) в 1965 році.
Перш ніж стати письменником, Гаруф працював в самих різних місцях, в тому числі на птахофермі в Колорадо, на будівельному майданчику в штаті Вайомінг, у реабілітаційному госпіталі в Денвері, в лікарні міста Фенікс, викладачем англійської мови від корпуса світу в Туреччині, а також у коледжах Небраски та Іллінойсу.
Більшу частину життя письменник прожив у штаті Колорадо, зі своєю дружиною Кеті і трьома доньками. Помер Кент Гаруф у 2014 році, від захворювання легень.

## Творчий доробок
Дія всіх романів Гаруфа відбувається у маленькому містечку Голт, штату Колорадо, вітчизні майже всіх персонажів книжок американського письменника.
Його перший роман, Туга Петля (1984), отримав премію Уайтінг і спеціальну відзнаку фонду Хемінгуея. У 1990 році вийшов другий роман письменника «Там, звідки ти». Приблизно в той самий час його оповідання і новели почали з'являтися в літературних журналах.
Його роман «Пісня-одкровення» був опублікований в 1999 році і став бестселером у США.
Посмертний твір Кента Гаруфа «Наші душі вночі» переміг у номінації «Краща Книга Року» таких видань, як The Boston Globe, St. Louis Post-Dispatch та The Denver Post. Наприкінці 2017 року компанія Netflix випустить екранізацію книги, з Джейн Фондою та Робертом Редфордом у головних ролях. В Україні бестселер презентує видавництво #книголав вже на початку весни 2017 року.
Дія роману відбувається у маленькому містечку Голт, штат Колорадо, вітчизні майже всіх персонажів книжок американського письменника. Едді Мур наносить візит сусіду, Луї Вотерсу, щоб зробити йому дуже несподівану пропозицію.
«Ми дуже довго жили одні. Он скільки років. Мені самотньо. Тобі, я думаю, теж. То я хочу спитати, може, ти приходитимеш до мене вночі, щоб спати зі мною. І розмовляти.»
Її чоловік помер багато років тому, як і дружина Луї. Обидва вони вже давно живуть в жахливо порожніх будинках, ні з ким не спілкуючись. Чи є в них шанс змінити своє життя?
Роман здобув багато схвальних відгуків визначних всесвітньо-відомих видань — The New York Times, Esquire, The Washington Post, The Atlantic, The Wall Street Journal та ін. Зокрема, The Washington Post відзначив, що «перед нами наскрізь чарівна, чиста, ніжна книга. Ретельно відполірована робота, що здається благословенням, яке ми не мали права очікувати». А журнал Esquire висловив думку, що «книга Харуфа — це наше майбутнє, яке не є ні легким, ні безболісним, але це також не те, що ми повинні нести поодинці».
Загалом у доробку Кента Гаруфа шість романів. Його творчість була відзначена наступними літературними преміями: 'Whiting Foundation Writers’ Award, Mountains & Plains Booksellers Award, the Wallace Stegner Award,' і спеціальною почесною нагородою від 'PEN/ Hemingway Foundation'; крім того, він був фіналістом Національної книжкової премії США, премій 'Los Angeles Times Book Prize і New Yorker Book Award.